# Barbula leucochlora
Barbula leucochlora là một loài rêu trong họ Pottiaceae. Loài này được Müll. Hal. mô tả khoa học đầu tiên năm 1883.